# NK Dinamo Tomašanci
NK Dinamo je nogometni klub iz Tomašanaca.
Trenutačno se natječe u 3. ŽNL osječko-baranjskoj, Nogometnog središta Đakovo.

## Statistika u prvenstvima od sezone 1999./00.
| Sezona    | Rang | Liga                                            | Pozicija | Utakmice | Pobjede | Neodlučeno | Porazi | Postignuti golovi | Primljeni golovi | Bodovi  |
| 1999./00. | 5.   | 2. ŽNL Osječko-baranjska, NS Đakovo             | 14.      | 26       | 5       | 0          | 21     | 42                | 105              | 12 (-3) |
| 2000./01. | 6.   | 3. ŽNL Osječko-baranjska, NS Đakovo             | 11.      | 26       | 8       | 3          | 15     | 43                | 71               | 26 (-1) |
| 2001./02. | 6.   | 3. ŽNL Osječko-baranjska, NS Đakovo             | .        |          |         |            |        |                   |                  |         |
| 2002./03. | 6.   | 3. ŽNL Osječko-baranjska, NS Đakovo             | 11.      | 30       | 9       | 1          | 20     | 63                | 102              | 28      |
| 2003./04. | 6.   | 3. ŽNL Osječko-baranjska, NS Đakovo             | .        |          |         |            |        |                   |                  |         |
| 2004./05. | 6.   | 3. ŽNL Osječko-baranjska, NS Đakovo             | .        |          |         |            |        |                   |                  |         |
| 2005./06. | 6.   | 3. ŽNL Osječko-baranjska, NS Đakovo             | 13.      | 28       | 6       | 6          | 16     | 47                | 52               | 24      |
| 2006./07. | 7.   | 3. ŽNL Osječko-baranjska, NS Đakovo (Za prvaka) | 5.       | 10       | 3       | 2          | 5      | 21                | 32               | 13      |